# Prata di Principato Ultra
Prata di Principato Ultra é uma comuna italiana da região da Campania, província de Avellino, com cerca de 3.021 habitantes. Estende-se por uma área de 10 km², tendo uma densidade populacional de 302 hab/km². Faz fronteira com Altavilla Irpina, Grottolella, Montefredane, Montemiletto, Pratola Serra, Santa Paolina, Tufo.

## Demografia
| Variação demográfica do município entre 1861 e 2011                               |
|                                                                                   |
| Fonte: Istituto Nazionale di Statistica (ISTAT) - Elaboração gráfica da Wikipedia |